# Brigada de Institutos Militares
La Brigada de Institutos Militares (BIM) fue una unidad militar del Ejército Nacional de Colombia. Operativa entre 1938 y 1995.

## Historia
Creada por el Decreto 344 de 1938, durante el gobierno de Alfonso López Pumarejo.
En sus instalaciones se realizaron Consejos Verbales de Guerra en 1944, tras el Intento de golpe de Estado en Colombia de 1944. El General Germán Ocampo Herrera, ocupaba el cargo de comandante de la Brigada de Institutos Militares (BIM), y en tal calidad ordenó los primeros consejos verbales de guerra contra los soldados comprometidos en el golpe de Pasto (Nariño), cuando estaba encarcelado el presidente Alfonso López Pumarejo.
La BIM participó en la recuperación del control de Bogotá, durante el 9 de abril de 1948 en el Bogotazo.
Durante La violencia bipartidista tuvo participación en el Sur del Tolima.
El 2 de enero de 1962, se establecen parte de sus instalaciones, en Santa Ana en el entonces municipio de Usaquén (Cundinamarca) en terrenos de propiedad del Ministerio de Defensa Nacional.  
La BIM también participó en la persecución del bandolero Efraín González Téllez, en 1965 donde resultó abatido.
Participó en el Conflicto armado interno entre 1974 y 1990, contra el Movimiento 19 de abril (M-19). En sus instalaciones ocurrió el Robo de armas del Cantón Norte por el M-19 en 1978. Incurrió en torturas y detenciones durante el Estatuto de Seguridad, contra Olga López de Roldán, Augusto Lara Sánchez, Pablo Catatumbo, entre otros detenidos.
En 1982, algunas de sus instalaciones cambian de denominación y pasa a ser parte de la Décima Tercera Brigada del Ejército Nacional.
Algunas de las unidades que la conformaban eran la Escuela Superior de Guerra, el Batallón de Inteligencia y Contrainteligencia Charry Solano (Binci).
En 1995 se establece crear la Decimoquinta Brigada como Unidad Operativa menor y agrupar en ella a las escuelas de: Suboficiales del Ejército Nacional, Escuela de las Armas y Servicios, las Escuelas de Capacitación de las Armas y la Escuela de Lanceros.  A partir del 2000, pasó a ser el Centro Nacional de Entrenamiento (CENAE) y del Centro de Educación Militar (CEMIL).

## Funciones
Controlar, vigilar y orientar las diferentes Escuelas de Formación del nivel académico e intelectual del personal de Oficiales y Suboficiales.